# Чистая прибыль
Чи́стая при́быль — часть балансовой прибыли предприятия, остающаяся в его распоряжении после уплаты налогов, сборов, отчислений и других обязательных платежей в бюджет. Чистая прибыль используется для увеличения оборотных средств предприятия, формирования фондов и резервов, и реинвестиций в производство.
Объём чистой прибыли зависит от объёма валовой прибыли и величины налогов; исходя из объёма чистой прибыли, исчисляются дивиденды акционерам предприятия.

## Определение
Согласно К. Р. Макконнеллу и С. Л. Брю, чистая прибыль (экономическая прибыль) — это общий доход предприятия за минусом всех вменённых издержек.

## Соотношение чистой прибыли, EBIT, EBITDA
- Чистая прибыль

+ Расходы по налогу на прибыль
− Возмещённый налог на прибыль
(+ Чрезвычайные расходы)
(− Чрезвычайные доходы)
+ Проценты уплаченные
− Проценты полученные
- = EBIT

+ Амортизационные отчисления по материальным и нематериальным активам
− Переоценка активов
- = EBITDA